# 小行星7406
小行星7406（英語：7406）是一颗围绕太阳公转的小行星。1988年10月3日，上田清二、金田宏在钏路市发现了此天体。
这颗小行星的绝对星等为68.83025519101618等。